# Club Athlétique de Saint-Étienne Loire Sud rugby
El Club Athlétique de Saint-Étienne Loire Sud rugby o CASE Loire sud rugby és un club de Rugbi a 15 que juga a la Pro D2. El club es va fundar el 1908.